# Acroporium
Acroporium, rod pravih mahovina u porodici Sematophyllaceae.

## Vrste
1. Acroporium aciphyllum Dixon, 1924
2. Acroporium adspersum Brotherus, 1925
3. Acroporium affine Brotherus, 1925
4. Acroporium angustum Brotherus, 1925
5. Acroporium antarense Zanten, 1964
6. Acroporium baviense Brotherus, 1925
7. Acroporium brevicuspidatum Mitten, 1868
8. Acroporium brevisetulum Brotherus, 1925
9. Acroporium caespitosum W. R. Buck, 1983
10. Acroporium cataractarum Baumgartner & J. Fröhlich, 1955
11. Acroporium catharinense Sehnem, 1978
12. Acroporium ceylonense Dixon, 1930
13. Acroporium condensatum E. B. Bartram, 1939
14. Acroporium consanguineum Fleischer, 1923
15. Acroporium convolutifolium Dixon, 1935
16. Acroporium convolutum Fleischer, 1923
17. Acroporium denticulatum Dixon, 1924
18. Acroporium depressum Thériot, 1926
19. Acroporium dicranoides Fleischer, 1923
20. Acroporium diminutum Fleischer, 1923
21. Acroporium dixonii Tixier, 1966
22. Acroporium downii Brotherus, 1925
23. Acroporium eburense Bizot, 1976
24. Acroporium erythropodium Brotherus, 1925
25. Acroporium esmeraldicum W. R. Buck in Churchill, Griffin & J. Muñoz, 2000
26. Acroporium estrellae W. R. Buck & Schäfer-Verwimp, 1991 [1993]
27. Acroporium exiguum W. R. Buck & Schäfer-Verwimp, 1991 [1993]
28. Acroporium flexisetum Brotherus, 1925
29. Acroporium fuscoflavum Brotherus, 1925
30. Acroporium gracilescens Brotherus, 1925
31. Acroporium gracillimum Brotherus, 1925
32. Acroporium hermaphroditum Fleischer, 1923
33. Acroporium joannis-winkleri Brotherus, 1928
34. Acroporium laevifolium Brotherus, 1925
35. Acroporium lamprophyllum Mitten, 1868
36. Acroporium letestui Potier de la Varde, 1926
37. Acroporium longicaule Fleischer, 1923
38. Acroporium longicuspis Dixon, 1924
39. Acroporium longirostre W. R. Buck, 1983
40. Acroporium macro-turgidum Dixon, 1935
41. Acroporium megasporum Fleischer, 1923
42. Acroporium microcladum B. C. Tan in B. C. Tan, A. C. Church & Windadri, 1997
43. Acroporium microthecium Brotherus, 1925
44. Acroporium nietnerianum Brotherus, 1925
45. Acroporium novae-guineae E. B. Bartram, 1961
46. Acroporium perserratum E. B. Bartram, 1936
47. Acroporium platycladum Dixon, 1942
48. Acroporium plicatum E. B. Bartram, 1942
49. Acroporium pocsii Bizot, 1973
50. Acroporium praelongum Dixon, 1935
51. Acroporium prionophylax W. R. Buck, 1993
52. Acroporium procerum Fleischer, 1923
53. Acroporium procumbens Brotherus, 1925
54. Acroporium pungens Brotherus, 1925
55. Acroporium ramicola Brotherus, 1925
56. Acroporium ramuligerum Dixon, 1935
57. Acroporium rhaphidostegioides Dixon, 1934
58. Acroporium ridleyi Dixon, 1924
59. Acroporium rigens Dixon, 1924
60. Acroporium rufum Fleischer, 1923
61. Acroporium savesianum Tixier, 1986
62. Acroporium secundum Fleischer, 1923
63. Acroporium seriatum E. B. Bartram, 1942
64. Acroporium serricalyx Brotherus, 1925
65. Acroporium smallii H. Crum & L. E. Anderson, 1960
66. Acroporium stellatum Brotherus, 1925
67. Acroporium stramineum Fleischer, 1923
68. Acroporium strepsiphyllum B. C. Tan in Touw, 1992
69. Acroporium subluxurians O'Shea, 1998
70. Acroporium vincensianum Brotherus, 1925
71. Acroporium warburgii Fleischer, 1923